# El Oriente (Sevilla)
El Oriente fue un periódico carlista editado entre 1869 y 1873 en la ciudad española de Sevilla durante el Sexenio Revolucionario.

## Historia
Apareció el 1 de abril de 1869. Nacía bajo el lema de «Dios, Patria y Rey», afirmando que venía a defender «la Religión católica y la Monarquía verdadera». Tenía su redacción en la calle Mercaderes, número 70.
Tuvo por directores al teólogo Manuel Pío Barrosos y a Ventura Camacho y Carbajo, si bien Navarro Cabanes apunta como primer director al doctor Trelles y Noguerol.
Su redactor estrella era el sacerdote Francisco Mateos Gago, que hizo una brillante campaña contra los protestantes defensores del pae Cabrera. También figuraron las firmas de Simón La Rosa, José Vázquez Ruiz, Antonio Gómez Azeves y Francisco Gariz Arrafán. Fueron asimismo colaboradores militares como el Alférez de Caballería José Suárez de Urbina y el Comandante de Infantería Emilio Martínez-Vallejos, que firmaba con el seudónimo de «Un militar», así como el joven Manuel de Jesús Guisado.
En agosto de 1869 hizo grandes campañas contra los periódicos revolucionarios El Clarín, Las Novedades y La Voz del Pueblo. El 5 de octubre fue suspendido, con los demás periódicos de Sevilla, por orden gubernativa, a consecuencia de la insurrección republicana. El día 14 del mismo mes el diputado carlista Cruz Ochoa interpeló al Gobierno en el Congreso acerca de aquella suspensión, que consideraba injusta, a lo que el presidente del Consejo de ministros, Práxedes Mateo Sagasta, contestó que «el denodado campeón de la monarquía tradicional» tenía «más de demagogo y calumniador que de católico y observante del octavo mandamiento». Reapareció el 20 de diciembre.
Destacó por su férreo antiliberalismo, por su defensa de la unidad católica de España —oponiéndose a la influencia de la masonería y la propaganda protestante en Sevilla— y por la observancia de los postulados del neotomismo científico. Protestó asimismo contra la «iniquidad» del trato prestado al clero español por los gobernantes liberales, denunciando, por ejemplo, el caso del fallecimiento de un joven párroco llamado José Leiras, de 29 años, que malvivía de la caridad pública.
En su ejemplar del 7 de septiembre de 1869 afirmaba:

Los redactores de El Oriente continuarán defendiendo como hasta aquí la religión católica, la unidad religiosa, la monarquía tradicional, la candidatura justa, única y legítima, única patriótica, única conveniente, única decente y única moral del Sr. Don Carlos VII y combatiendo con todas sus fuerzas esas otras candidaturas de pacotilla que presentan los partidos o facciones del desacreditado doctrinarismo, particularmente la que representan todas las malas artes, todas las malas pasiones, y esto lo harán dentro de la ley, mientras que la fuerza no lo impida.

Según Arias Castañón, «este diario se presentó en enero de 1870 como único órgano de prensa en Sevilla de la Junta Provincial Electoral Católico-monárquica de dicha provincia, promovió alianzas electorales antigubernamentales con repulicanos, radicales y moderados en los primeros meses de 1872, apoyó al Centro Hispano-Ultramarino y la Liga Nacional en 1872-1873, y no dudó en hacer llamamientos a favor del levantamiento armado contra el sistema democrático y republicano».
Fue una publicación estable en el panorama sevillano y un referente para los carlistas de la ciudad. Suspendido por el gobierno en múltiples ocasiones, el periódico finalmente se vio obligado a cerrar durante la Primera República —mientras se libraba en el norte la tercera guerra carlista— debido a las palizas que recibían los vendedores de prensa carlista y al asalto a su redacción el 29 de marzo por «una turba armada», acciones que, según el diario, contaban con la disculpa de notables políticos republicanos, «dando así la razón a una turba de asesinos, solo porque la víctima era un periódico carlista».